# 詹卢卡·佩索托
詹卢卡·佩索托（Gianluca Pessotto，1970年8月11日—），生於意大利拉蒂萨纳，乃一名意大利足球運動員，已退役，可胜任中后场的各个边路位置。

## 生平

### 球員生涯
佩索托出身於AC米兰，早年並沒受到重用，而是被外借到丙組球隊瓦雷塞，外借兩季曾協助球隊升级。其後繼續被外借，都是乙、丙組球會，包括丙組的马赛赛、乙级球队博洛尼亚。直至1993年夏天，AC米兰把佩索托賣到意乙球队维罗纳。其後以出色表現，於翌季轉投意甲球會拖連奴。
1994-95年佩索托被尤文图斯看中，以10億里拉（約60万美金）轉會費加盟。由於表現穩定，自1995-96年球季起，已是祖雲達斯正選左閘。1996年10月9日，佩索托首次代表意大利国家队，对阵格鲁吉亚国家队，结果意大利1：0取胜。
1998年世界杯佩索托入選國家隊，在分組賽第三場對奥地利才正式上陣，在八強賽裡成功凍結法國中場灵魂施丹。虽然最终意大利队又一次在点球败北，但佩索托的实力得到了全世界的认可。至2000年欧洲足球锦标赛為止，佩索托已為國家隊出場22次。
隨著年齡漸長，2002年的一次重伤，令佩索托落選世界杯。其後球會安排另一名隊友森保達出任左閘，令佩索托每季僅得一半出场机会。

### 退役後
比索圖於2006年退役，隨即接替離隊的卡比路，為祖雲達斯新領隊，但球會正值面臨2006意甲醜聞困擾。2006年6月27日比索圖在球會總部頂樓墮下，身受重傷多處骨折入院，警方懷疑比索圖自殺未遂。事件發生後，當時正為進行中2006年世界盃足球賽比賽的祖雲達斯球員迪比亞路及森保達亦連忙由德國趕回意大利前去探望。7月17日比索圖已經脫離生命危險，警方亦就事件追查調查。